# A Master Stroke
A Master Stroke è un film muto del 1920 diretto da Chester Bennett. Prodotto dalla Vitagraph, aveva come interpreti Earle Williams, Vola Vale, Lee Hill. La sceneggiatura di Lucien Hubbard e H. Thompson Rich si basa su The Three Keys, romanzo di Frederic Van Rensselaer Dey pubblicato a New York nel 1909.
Nel 1925, il romanzo venne nuovamente adattato per lo schermo con il film 3 Keys, diretto Edward J. Le Saint e interpretato da Edith Roberts, Jack Mulhall, Gaston Glass.

## Trama
Dopo aver sperperato la sua fortuna, Yale Durant pensa al suicidio. Prima di uccidersi, si reca a dare l'ultimo addio a Blanche, la fidanzata. Qui, però, scopre che il padre di Blanche, George Trevor, è sull'orlo della rovina. Yale vuole aiutarlo ma, per farlo, dovrebbe riuscire a raccogliere una grossa somma nell'arco di ventiquattro ore. Lavorando in un'agenzia finanziaria, ha accesso ai fondi che gli servono per aiutare l'amico. Intenzionato a restituire ciò che ha preso, Yale vende le azioni e ne dà i proventi a Trevor. Jack Millington, un losco agente di cambio, ha collocato lui le azioni e, sapendo della malversazione di Yale, pensa di sfruttare la situazione per rovinare definitivamente Trevor. Yale, però, messo sull'avvisto da Minnie, la segretaria di Millington, decide di recuperare le azioni. Per guadagnare tempo, Yale impegna Millington in una gara automobilistica che gli consente di ritornare in possesso delle azioni a tempo debito. Intanto, Blanche, la sua fidanzata, lo ha lasciato per scappare con un suo ex corteggiatore. Dopo la sua fuga, Yale si rende conto che non gliene importa nulla perché ormai si è reso conto di amare Minnie.

## Produzione
Il film, prodotto dalla Vitagraph Company of America con il titolo di lavorazione The Three Keys, venne girato dal marzo a inizio aprile del 1920.

## Distribuzione
Il copyright del film, richiesto dalla The Vitagraph Co. of America, fu registrato il 15 maggio 1920 con il numero LP15131.
Distribuito dalla Vitagraph Company of America, il film uscì nelle sale cinematografiche statunitensi nel giugno 1920.
Non si conoscono copie ancora esistenti della pellicola che viene considerata presumibilmente perduta.